# Comarca Este
Die Comarca Este ist eine der zwölf Comarcas in der Provinz Las Palmas.
Die im Osten der Insel Lanzarote gelegene Comarca umfasst drei Gemeinden auf einer Fläche von 128,23 km².

## Gemeinden
| Gemeinde      | Einwohner (2024) | Fläche km² | Dichte Einw./km² | Cod INE | Postleitzahl        |
| ------------- | ---------------- | ---------- | ---------------- | ------- | ------------------- |
| Arrecife      | 68.169           | 22,72      | 3.000            | 35004   | 35500               |
| San Bartolomé | 19.443           | 40,90      | 475              | 35018   | 35509, 35550        |
| Tías          | 21.462           | 64,61      | 332              | 35028   | 35510, 35571, 35572 |
| Comarca Este  | 109.074          | 128,23     | 851              | –       | –                   |

## Nachweise
1. ↑  Instituto Nacional de Estadística Municipal Register of Spain
2. ↑  Regionen und Großregionen der Kanarischen Inseln, territoriale Abgrenzungen für statistische Zwecke